# کلارا لوئیز هگینز
کلارا لوئیز هگینز (انگلیسی: Clara Louise Hagins;  ۱۶ آوریل ۱۹۵۷) عکاس اهل ایالات متحده آمریکا که عضو نهضت ساخت باشگاه زنانه در آمریکا ساکن شیکاگو، ایلینوی بود.

## اوایل زندگی
کلارا لوئیز هگینز در شیکاگو به دنیا آمد. او دختر جان ال هاگینز و مری آن مک کورمیک هاگینز بود. او یک خواهر کوچکتر به نام آلیس مری هاگینز داشت.

## حرفه
هگینز منشی و عکاس استودیوی پرتره ویلیام مک کنزی موریسون در شیکاگو بود. او در فدراسیون زنان انجمن عکاسان آمریکا فعال بود. او در سال‌های ۱۹۱۴ و ۱۹۱۵ به‌عنوان نایب رئیس اول در هیئت اجرایی فدراسیون و با میبل گودلندر و خواهران گرهارد کار کرد و او «دایره»، مجموعه سیار فدراسیون از کارهای اعضا را مدیریت کرد. در سال ۱۹۲۱ او نایب رئیس انجمن عکاسان آمریکا، در جلسه آنها در بوفالو، نیویورک بود. او همچنین در انجمن باشگاه‌های زنان در شیکاگو، و در انجمن دیکنز شیکاگو فعال بود.

## زندگی شخصی
هگینز در دهه ۱۹۴۰ به تمپا، فلوریدا نقل مکان کرد و در سال ۱۹۵۷ در آنجا در سن ۸۵ سالگی درگذشت.